# Pellworm
Pellworm (płnfryz. Polweerm) – niemiecka wyspa należąca do archipelagu wysp Północnofryzyjskich. Administracyjnie wyspa należy do powiatu Nordfriesland, w kraju związkowym Szlezwik-Holsztyn. Powierzchnia Pellworm wynosi 37 km² a zamieszkuje ją około 1200 osób.
Wyspa początkowo była częścią wyspy Strand. Jednak podczas powodzi w 1634 roku obie wyspy odłączyły się na dwie odrębne wyspy. Na Pellworm można się dostać dzięki połączeniom promowym z sąsiadującą wyspą Nordstrand (która posiada połączenia ze stałym lądem dzięki grobli komunikacyjnej).
Wyspa Pellworm jest jedną z największych farm produkujących odnawialną energię. Połączenie fotowoltaiki oraz turbin wiatrowych produkuje ponad 700 MWh.